# Palais Branicki
Le palais Branicki est un château situé à Varsovie au 6 rue Miodowa.  
Construit à proximité immédiate du Palais royal, ce fut l'une des demeures les plus luxueuse de la capitale, appartenant à la famille Branicki, l'une des plus riches en Pologne.  
Le palais a été détruit pendant la Deuxième guerre mondiale, puis reconstruit en 1967. 
Il subsite aujourd'hui un autre palais appartenant à cette famille, le Palais Branicki à Białystok en Podlachie.